# Vaso de Ishtar
El vaso de Ishtar es un jarrón de principios del II milenio antes de Cristo, de la civilización mesopotámica, que se mantiene en el Departamento de Antigüedades Orientales del Museo del Louvre. Este vaso fue descubierto por el arqueólogo francés André Parrot en Larsa en 1933. El número de inventario de la obra es AO 17000.

## Descripción
Este vaso de terracota mide 26,2 cm de altura con un diámetro de 13 cm. Presenta una decoración pintada y grabada con una incisión del perfil de pájaros en el registro superior y peces en el registro inferior. La diosa Ishtar, se presenta de acuerdo con su tipología, es decir desnuda con una tiara con cuernos. Su ombligo y el pubis triangular ha sido fuertemente enfatizado por el artista. Sus manos están abiertas en la posición de orante. Está rodeada por un delfín y una tortuga.
Según Heródoto, existía en la antigua Mesopotamia el culto a Ishtar, diosa del amor y la fertilidad, que autorizó la prostitución sagrada.